# Marie Brand und der entsorgte Mann
Marie Brand und der entsorgte Mann ist die 31. Episode der Krimiserie Marie Brand. Der Fernsehfilm mit Mariele Millowitsch in der Titelrolle und Hinnerk Schönemann als Kriminalhauptkommissar Jürgen Simmel wurde am 18. Mai 2022 im ZDF erstausgestrahlt. Online war die Folge eine Woche vorab abrufbar.

## Handlung
Auf einem Recyclinghof wurde die Leiche des Kleinunternehmers Lutz Köhm gefunden. Kommissarin Marie Brand und ihr Kollege Jürgen Simmel werden verständigt und beginnen mit den Ermittlungen. Köhm war bis vor kurzem bei der „Schottbusch-AG“ angestellt, wurde aber dort entlassen und hat deshalb beim Recyclinghof als Subunternehmer mitgearbeitet. Die Obduktion ergibt einen Genickbruch als Todesursache und so beginnt die Suche nach Leuten, die ein Motiv hätten, Köhm etwas anzutun. Köhms neuer Chef, Kai Milas, hatte sich am Vortag mit ihm gestritten, sein voriger Arbeitgeber scheint auch mit ihm Probleme gehabt zu haben, vor einem Jahr war Köhm an einem Betriebsunfall schuld, der einen Mann ins Koma brachte, der mittlerweile verstorben ist. Für Brand zunächst das stärkste Motiv. Zentraler Punkt bleibt jedoch die „Schottbusch-AG“, da hierhin die Wege immer wieder zurückführen. So war das Unfallopfer Mitglied von Umweltaktivisten, die seit Jahren versuchen etwas gegen deren Plastikmüll-Verschiebung ins Ausland zu unternehmen, und auch wenn Köhm entlassen wurde, so arbeitet dessen Freundin, Jasmin Schulte, ebenfalls in der „Schottbusch-AG“. Die Ermittler finden heraus, dass Köhm eine Affäre mit Monika Schottbusch hatte, damit haben deren Ehemann sowie auch Jasmin Schulte ein starkes Motiv. Bei der Überprüfung der Verdächtigen kommen die Ermittler hinter das Firmengeheimnis der „Schottbusch-AG“, die sich seit Jahren auf raffinierte Weise am Müll über Gebühr bereichert hat. Beweise für den Betrug hatte Lutz Köhm gesammelt und nur dafür die Affäre mit Monika Schottbusch begonnen. Brand und Simmel stellen sie zur Rede und sie gibt alles zu. Sie wollte ihn aber nicht töten, sondern nur reden, was er ablehnte. Im Streit wäre er dann gestürzt.

## Nebenhandlung
In der Mietwohnung von Marie Brand gab es einen Wasserschaden. Um die Beseitigung der Schäden muss sich der Vermieter kümmern und das ist Brands Vorgesetzter Dr. Gustav Engler. Das klappt aber alles nicht so recht, wie gewünscht, denn die bestellten Handwerker haben erst einmal Brand sämtliches Mobiliar entsorgt. So überredet er Simmel seine Kollegin für eine Nacht bei sich aufzunehmen, während er sich darum kümmert, Brands Möbel vom Sperrmüll zurückzuholen. So kommt es ihm sehr gelegen, dass ihm Brands aktueller Fall passenden Kontakt vermittelt. Als er alles wieder glücklich beisammen hat, muss er sich von Brand anhören, dass sie selber für die Möbel einen Abholtermin vereinbart hatte, weil sie sich neu einrichten will.

## Hintergrund
Der Film wurde unter dem Arbeitstitel Marie Brand und der Tote im Plastik von der Warner Bros. International Television Production (Eyeworks) produziert und vom 19. Oktober bis zum 19. November 2021 in Köln und Umgebung gedreht.

## Rezeption

### Einschaltquote
Die Erstausstrahlung von Marie Brand und der entsorgte Mann am 18. Mai 2022 wurde in Deutschland von 6,04 Millionen Zuschauern gesehen und erreichte einen Marktanteil von 23,3 Prozent für das ZDF.

### Kritiken
Tilmann P. Gangloff urteilte für tittelbach.tv: „Nach einigen durchwachsenen Darbietungen knüpft das Duo Mariele Millowitsch & Hinnerk Schönemann mit ‚Marie Brand und der entsorgte Mann‘ (ZDF / Warner Bros.) auch dank der Rückkehr von Thomas Heinze an alte Stärken an. […] Oliver Schmitz hat sein Ensemble ausnahmslos gut geführt; davon profitiert vor allem Schönemann, dessen Humoresken zuletzt allzu routiniert wirkten. Auch die Besetzung der Nebenfiguren ist durchweg interessant. Abgerundet wird der gute Gesamteindruck durch eine sorgfältige Kameraarbeit, die selbst den Müllbergen ein Flair von Romantik abgewinnt.“
Bei Prisma.de schrieb Hans Czerny: „Simmel- (und Hinnerk Schönemann-)Fans werden bedauern, dass der Mann nun von Marie Brand gar so zusammengefaltet wird, war doch zuletzt eher noch ein schönes Gleichgewicht zu bemerken. Alles in allem spürt man jedoch einmal mehr, wie schwer es ist, das Leichte mit dem ernsten Kriminalfall zu vereinen. Der Witz wirkt diesmal sehr bemüht.“ Der Fall selbst ist eine Lektion „über Plastikmüll-Verschiebung und Umweltaktivismus.“ „Der Autor Timo Berndt macht es in seinem unüberschaubaren, hakeligen Plot allerdings reichlich kompliziert.“
Oliver Armknecht von film-rezensionen.de meinte: „‚Marie Brand und der entsorgte Mann‘ ist […] der klassische Whodunnit, der eine ganze Reihe von Verdächtigen aufführt. Diese kommen, auch da ist der Film traditionell, aus dem privaten wie beruflichen Umfeld, damit das Publikum daheim möglichst lange rätseln kann. Da gibt es die üblichen falschen Fährten und Leute, an denen mehr dran ist oder umgekehrt ganz verdächtige, die es dann doch nicht sind. Zumal es auch eine Weile dauert, bis alle Möglichkeiten vorgestellt wurden, aus denen die Zuschauer und Zuschauerinnen sich bedienen dürfen. Der 31. Film der ZDF-Krimireihe hat es da nicht besonders eilig und nimmt sich recht viel Zeit, bis es dann mal konkret wird.“
Die goldenekamera.de wertete: „Was Marie und Jürgen in dieser Folge an privatem Kram erleben, dürfte für die nächsten 31 Folgen reichen. Ein bisschen persönliche Geschichte hier und da macht ja viele Krimis spannender und gibt den Ermittlern auch oft mehr Tiefe, doch hier ist es zu viel des Guten. Weniger Slapstick und mehr Tiefe bei Themen wie den Schattenseiten der Recyclingindustrie hätten gutgetan.“
Für Evangelisch.de schrieb Tilmann P. Gangloff: „Die Geschichte ist allein wegen der vielen Figuren, die allesamt mehr als bloß eine Randnotiz sind, für einen Reihenkrimi erstaunlich komplex.“